# Edward Austin Johnson
Edward Austin Johnson (1860-1944) foi um professor e advogado que se tornou o primeiro afro-americano a ser eleito para um cargo legislativo no Estado de Nova York.
Johnson nasceu sob o regime da escravidão no Condado Wake, na Carolina do Norte. Ele educou-se na Atlanta University e trabalhou como diretor de escola entre 1883 e 1891, primeiro em Atlanta, depois em Raleigh, Carolina do Norte. Durante esse período, ele escreveu A School History of the Negro Race in America [Uma História Escolar da Raça Negra na América], o primeiro livro didático de um autor negro a ser aprovado para usos em escolas públicas pelo Estado da Carolina do Norte.
Johnson acabou graduando-se em direito pela Shaw University em 1891 e passou a exercer a profissão de advogado em Raleigh enquanto atuava como professor na universidade onde se formou.
Em 1907, Edward Johnson mudou-se para Nova York. Ele tornou-se ativista do Partido Republicano no Harlem e acabou sendo eleito para a Assembléia Estadual de Nova York pelo 19º. distrito em 1917. Entretanto, ele perdeu a reeleição no ano seguinte. Em 1928, concorreu a uma vaga de deputado federal, mas foi derrotado por Royal H. Weller.